# 1. Hrvatska Nogometna Liga
De 1. Hrvatska Nogometna Liga is de tweede hoogste voetbaldivisie in Kroatië. In deze competitie spelen 12 clubs (tot en met het seizoen 2021/22 16 clubs). De competitie werd opgericht in 1991 nadat Kroatië onafhankelijk werd van Joegoslavië. Sinds 2006/07 is er één nationale tweede klasse, daarvoor waren er verschillende reeksen gebaseerd op geografische ligging.

## Kampioenen
| Seizoen | Reeksen               | Kampioenen            | Clubs die promoveerden naar Prva HNL                             |
| ------- | --------------------- | --------------------- | ---------------------------------------------------------------- |
| 1992    | Noord (6 clubs)       | Radnik Velika Gorica  | Radnik Velika Gorica NK Segesta NK Belišće NK Pazinka            |
| 1992    | Zuid (8 clubs)        | Primorac Stobreč      | Radnik Velika Gorica NK Segesta NK Belišće NK Pazinka            |
| 1992    | West (4 clubs)        | NK Pazinka            | Radnik Velika Gorica NK Segesta NK Belišće NK Pazinka            |
| 1992-93 | Noord (16 clubs)      | Dubrava Zagreb        | Dubrava Zagreb Primorac Stobreč                                  |
| 1992-93 | Zuid (16 clubs)       | Primorac Stobreč      | Dubrava Zagreb Primorac Stobreč                                  |
| 1993-94 | Noord (16 clubs)      | Marsonia              | NK Marsonia NK Neretva                                           |
| 1993-94 | Zuid (16 clubs)       | NK Neretva            | NK Marsonia NK Neretva                                           |
| 1994-95 | Noord (16 clubs)      | Mladost 127 Suhopolje | Geen                                                             |
| 1994-95 | Zuid (17 clubs)       | Uskok Klis            | Geen                                                             |
| 1994-95 | West (19 clubs)       | Hrvatski Dragovoljac  | Geen                                                             |
| 1995-96 | Oost (16 clubs)       | Croatia Đakovo        |                                                                  |
| 1995-96 | Zuid (16 clubs)       | Junak Sinj            |                                                                  |
| 1995-96 | West (18 clubs)       | NK Samobor            |                                                                  |
| 1996-97 | Center (16 clubs)     | NK Lučko              |                                                                  |
| 1996-97 | Oost (16 clubs)       | Croatia Đakovo        |                                                                  |
| 1996-97 | Noord (16 clubs)      | Budućnost Hodošan     |                                                                  |
| 1996-97 | Zuid (19 clubs)       | RNK Split             |                                                                  |
| 1996-97 | West (16 clubs)       | Jadran Poreč          |                                                                  |
| 1997-98 | Center (17 clubs)     | HNK Segesta Sisak     | Cibalia Vinkovci                                                 |
| 1997-98 | Oost (16 clubs)       | Cibalia Vinkovci      | Cibalia Vinkovci                                                 |
| 1997-98 | Noord (16 clubs)      | NK Čakovec            | Cibalia Vinkovci                                                 |
| 1997-98 | Zuid (17 clubs)       | RNK Split             | Cibalia Vinkovci                                                 |
| 1997-98 | West (16 clubs)       | Jadran Poreč          | Cibalia Vinkovci                                                 |
| 1998-99 | Nationaal (19 clubs)  | NK Vukovar '91        | NK Vukovar '91 Istra Pula                                        |
| 1999-00 | Nationaal (18 clubs)  | NK Marsonia           | NK Marsonia NK Čakovec                                           |
| 2000-01 | Nationaal (18 clubs)  | Kamen Ingrad          | Kamen Ingrad TŠK Topolovac NK Pomorac Kostrena NK Zadar          |
| 2001-02 | Noord-Oost (16 clubs) | NK Vukovar '91        | Geen                                                             |
| 2001-02 | Zuid-West (16 clubs)  | NK Istra 1961         | Geen                                                             |
| 2002-03 | Noord-Oost (12 clubs) | NK Marsonia           | NK Marsonia NK Inter Zaprešić                                    |
| 2002-03 | Zuid-West (12 clubs)  | NK Inter Zaprešić     | NK Marsonia NK Inter Zaprešić                                    |
| 2003-04 | Noord (12 clubs)      | NK Međimurje Čakovec  | NK Međimurje Čakovec Pula 1856                                   |
| 2003-04 | Zuid (12 clubs)       | Pula 1856             | NK Međimurje Čakovec Pula 1856                                   |
| 2004-05 | Noord (12 clubs)      | Cibalia Vinkovci      | Cibalia Vinkovci                                                 |
| 2004-05 | Zuid (12 clubs)       | NK Novalja            | Cibalia Vinkovci                                                 |
| 2005-06 | Noord (12 clubs)      | NK Belišće            | HNK Šibenik                                                      |
| 2005-06 | Zuid (12 clubs)       | HNK Šibenik           | HNK Šibenik                                                      |
| 2006-07 | Nationaal (16 clubs)  | NK Inter Zaprešić     | NK Inter Zaprešić NK Zadar                                       |
| 2007-08 | Nationaal (16 clubs)  | NK Croatia Sesvete    | NK Croatia Sesvete                                               |
| 2008-09 | Nationaal (16 clubs)  | NK Istra 1961         | NK Istra 1961 NK Karlovac Lokomotiva Zagreb NK Međimurje Čakovec |
| 2009-10 | Nationaal (16 clubs)  | RNK Split             | RNK Split NK Hrvatski Dragovoljac                                |
| 2010-11 | Nationaal (16 clubs)  | HNK Gorica            | NK Lučko                                                         |
| 2011-12 | Nationaal (15 clubs)  | NK Dugopolje          | NK Dugopolje                                                     |
| 2012-13 | Nationaal (16 clubs)  | Hrvatski Dragovoljac  | Hrvatski Dragovoljac                                             |
| 2013-14 | Nationaal (12 clubs)  | NK Zagreb             | NK Zagreb                                                        |
| 2014-15 | Nationaal (12 clubs)  | NK Inter Zaprešić     | NK Inter Zaprešić                                                |
| 2015-16 | Nationaal (12 clubs)  | HNK Cibalia Vinkovci  | HNK Cibalia Vinkovci                                             |
| 2016-17 | Nationaal (12 clubs)  | NK Rudeš              | NK Rudeš                                                         |
| 2017-18 | Nationaal (12 clubs)  | HNK Gorica            | HNK Gorica                                                       |
| 2018-19 | Nationaal (14 clubs)  | NK Varaždin (2012)    | NK Varaždin (2012)                                               |
| 2019-20 | Nationaal (16 clubs)  | HNK Šibenik           | HNK Šibenik                                                      |
| 2020-21 | Nationaal (16 clubs)  | Hrvatski Dragovoljac  | Hrvatski Dragovoljac                                             |
| 2021-22 | Nationaal (16 clubs)  | NK Varaždin           | NK Varaždin                                                      |
| 2022-23 | Nationaal (12 clubs)  | NK Rudeš              | NK Rudeš                                                         |
| 2023-24 | Nationaal (12 clubs)  | HNK Šibenik           | HNK Šibenik                                                      |